# ایندیامارت
ایندیامارت (انگلیسی: IndiaMART) شرکت تجارت الکترونیک هندی است، که در سال ۱۹۹۶ تأسیس شد.